# Bulonga posticata
Bulonga posticata là một loài bướm đêm trong họ Geometridae.